# Калинешти (Олт)
Калинешти (рум. Călinești) насеље је у Румунији у округу Олт у општини Радомирешти. Oпштина се налази на надморској висини од 109 m.

## Становништво
Према подацима из 2002. године у насељу је живело 1186 становника, од којих су сви румунске националности.